# Reinigungskugel
Reinigungskugeln sind eine mechanische Online-Rohrreinigungsmethode für Wärmetauscher, um Fouling in Rohrbündelwärmeübertragern (wie Kondensatorrohren) zu bereinigen.
Bei dieser Reinigungsmethode werden Reinigungskugeln, die hauptsächlich aus Kautschuk hergestellt werden, mit einem leichten Übermaß zu den Kondensatorrohren in die Kondensatorrohrbündel eingeschleust. Durch das leichte Übermaß reinigen die Reinigungskugeln die Verschmutzungen in den Rohren von innen.
Reinigungskugeln gibt es in allen Größen, in denen es auch Kondensatorrohre gibt, das Hauptspektrum ist zwischen 16 mm und 45 mm.
Es wird bei Reinigungskugeln zwischen Schwammgummikugeln und Polierkugeln sowie beschichteten und unbeschichteten Reinigungskugeln unterschieden.

## Vorgang
Die Reinigungskugeln in die Kugelschleuse der Reinigungsanlage eingeführt. Dabei werden über eine spezielle Kugeleinspeisung in den Kühlwasserstrom unmittelbar vor dem Wärmetauscher eingebracht und vom Kühlwasser durch die zu reinigenden Rohre getrieben. Im Kugelrückführaggregat, bestehend aus Kugelrückführpumpe und -schleuse können sie wieder aus dem Kühlwasser entnommen werden. Die Kreislaufführung erfolgt mittels einer Kreiselpumpe.
Entscheidend für die Wirksamkeit der Reinigung ist der richtige Reinigungskugeldurchmesser sowie die Oberflächenbeschaffenheit der Kugel. Der Durchmesser der Reinigungskugeln ist etwas größer als der Innendurchmesser der Kondensatorrohre. Durch ihre Elastizität erzeugen sie auf ihrem Weg durch die Kondensatorrohre einen Anpressdruck, der die Rohre zuverlässig reinigt. Der Auftrieb beeinflusst die Verteilung der Kugeln auf die einzelnen Rohre des Rohrbündels innerhalb des Wärmeübertragers. Bei der Herstellung wird meist noch ein Farbstoff zugefügt, der die Eigenschaft der Kugeln kennzeichnet.
Unter normalen Bedingungen können die Kugeln bis zu 4 Wochen im Einsatz bleiben. Je mehr und hartnäckiger die Verschmutzungen im Rohr sind, desto schneller schreitet der Verschleiß (der Durchmesser der Reinigugnskugeln verringert sich) der Reinigungskugeln voran. Nach ihrer Einsatzzeit von 3–4 Wochen werden die Reinigungskugeln aus dem System entfernt und durch neue Reinigungskugeln ersetzt.

## Reinigungskugelarten
Je nach Anwendungsfall, werden unterschiedliche Reinigugnskugelarten benutzt. Von Schwammgummikugeln über Polierkugeln bis hin zu Sonderreinigungskugeln mit Beschichtungen ist alles möglich.
Zur Beseitigung besonders harter Beläge verwendet man Korund als Beschichtungswerkstoff. Als weiteres Hilfsmaterial wird Bims verwendet, der Rauhigkeiten aus den Inneren der Rohre durch Polieren beseitigt. Zusätzliche Hilfsstoffe verbessern die Temperaturbeständigkeit der Kugeln, so dass sie beispielsweise in den Wärmeübertragern von Meerwasserentsalzungsanlagen eingesetzt werden können.
Sie bestehen hauptsächlich aus biologisch abbaubarem Naturkautschuk, der in einem Vulkanisationsprozess verarbeitet wird. Im Zuge der Vulkanisation erhalten die Kugeln ihren Durchmesser und weitere gewünschte Eigenschaften, wie die Beschaffenheit der Oberfläche, Elastizität und Dichte. Um gleichmäßige Resultate zu erzielen, muss die Oberfläche kugelrund und ebenfalls gleichmäßig sein. Die Elastizität wirkt sich auf den Anpressdruck im Rohr aus und die Dichte bestimmt den Auftrieb.

## Wahl der Reinigungskugel
Die Bestimmung der Abmessung der Reinigungskugel sowie ihrer weiteren Eigenschaften hängt von einer Vielzahl von Parametern ab und sollte stets vom herstellenden Unternehmen vorgenommen werden.
Sie wird für diesen Zweck je nach Einsatzfall in Mengen von 20 bis hin zu einigen Tausend im Taprogge-Verfahren verwendet.